# 東成區
東成區（日语：／ Higashinari ku */?）是大阪市的24區之一；西側以大阪環狀線為界，南側則以近鐵大阪線與生野區分隔。

## 歷史
東城區在過去屬於攝津國東成郡，在江戶時代大部分區域屬於幕府直轄的領地，也有部分區域為大坂城代和京都守護職的領地。
1889年實施町村制時，現在的東成郡範圍分屬鶴橋村、中本村和南新開莊村三個行政區劃，這些區域先後在1897年和1925年被併入大阪市，並於1925年整併時將當次併入原屬東成郡的區域設立為東成區，最初的東城區範圍為大阪市的整個東北部區域，包含現在的旭區、都島區、城東區、鶴見區、生野區，而些區域此後陸續於1932年和1943年從東成區分出，此後的東成區僅剩4.54平方公里，為大阪市內面積第二小的行政區。

## 交通

### 鐵路
大阪市高速電氣軌道（大阪地下鐵）
- 中央線：綠橋站 - 深江橋站
- 千日前線：今里站 - 新深江站
- 今里筋線：綠橋站 - 今里站

西日本旅客鐵道
- 大阪環狀線：鶴橋站 - 玉造站 - 森之宮站
  - 沿着鄰接天王寺區、中央區的邊界行走，登記上沒有此區的車站。可使用上述車站。

近畿日本鐵道沿相鄰的生野區的邊界行走，登記上沒有該區的車站。該區可使用鶴橋站、今里站。

## 本地出身之名人
- 新井宏昌：棒球選手
- 相川七瀨：歌手
- 金城龍彥：棒球選手
- 清乃華玉譽：相撲力士

## 外部連結
- （日語） 東成區公所的Facebook專頁
- （日語） 大阪市東成區公所的X（前Twitter）